# جفعات هرسينا
جفعات هرسينا (بالعبرية: גבעת חרסינה)؛ هي مستوطنة إسرائيلية، تقع شرقي وعلى مشارف مدينة الخليل، في منطقة جبال يهوذا في الضفة الغربية. وهي أعلى مستوطنة يهودية في الضفة الغربية على ارتفاع 1100 متر، فوق مستوى سطح البحر. تأسست في عام 1979، وفي عام 2016 بلغ عدد سكانها 1200.